# Готсайм
Готсайм (фр. Gottesheim) — коммуна на северо-востоке Франции в регионе Гранд-Эст (бывший Эльзас — Шампань — Арденны — Лотарингия), департамент Нижний Рейн, округ Саверн, кантон Саверн.
Площадь коммуны — 5,11 км², население — 338 человек (2006) с тенденцией к росту: 344 человека (2013), плотность населения — 67,3 чел/км².

## Население
Население коммуны в 2011 году составляло 345 человек, в 2012 году — 344 человека, а в 2013-м — 344 человека.
| 1962 | 1968 | 1975 | 1982 | 1990 | 1999 | 2006 | 2008 | 2011 | 2012 | 2013 |
| ---- | ---- | ---- | ---- | ---- | ---- | ---- | ---- | ---- | ---- | ---- |
| 312  | 324  | 314  | 297  | 287  | 301  | 338  | 348  | 345  | 344  | 344  |

Динамика населения:

## Экономика
В 2010 году из 232 человек трудоспособного возраста (от 15 до 64 лет) 189 были экономически активными, 43 — неактивными (показатель активности 81,5 %, в 1999 году — 72,3 %). Из 189 активных трудоспособных жителей работали 181 человек (98 мужчин и 83 женщины), 8 числились безработными (четверо мужчин и 4 женщины). Среди 43 трудоспособных неактивных граждан 16 были учениками либо студентами, 17 — пенсионерами, а ещё 10 — были неактивны в силу других причин.

## Достопримечательности (фотогалерея)

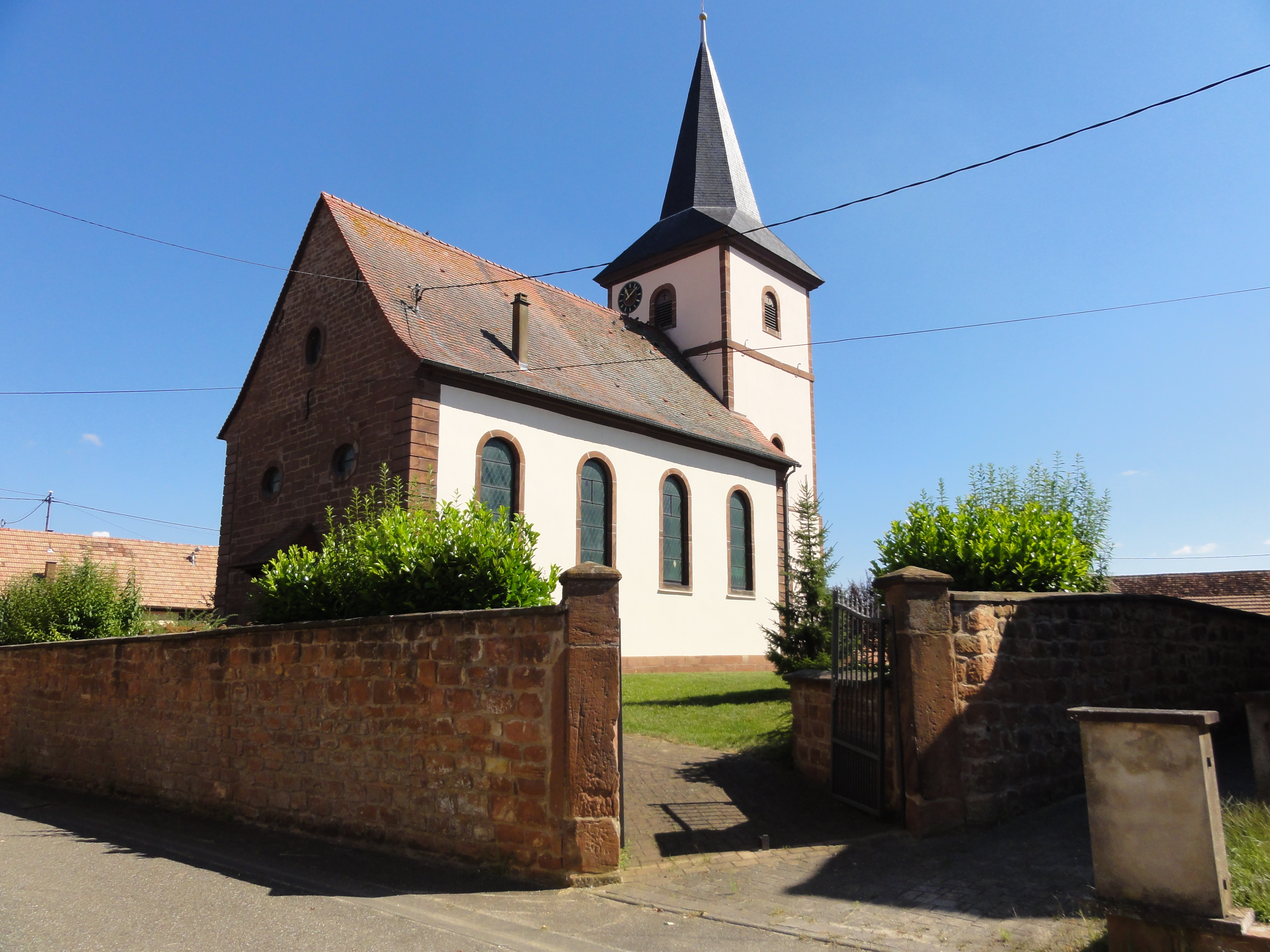
Протестантская церковь
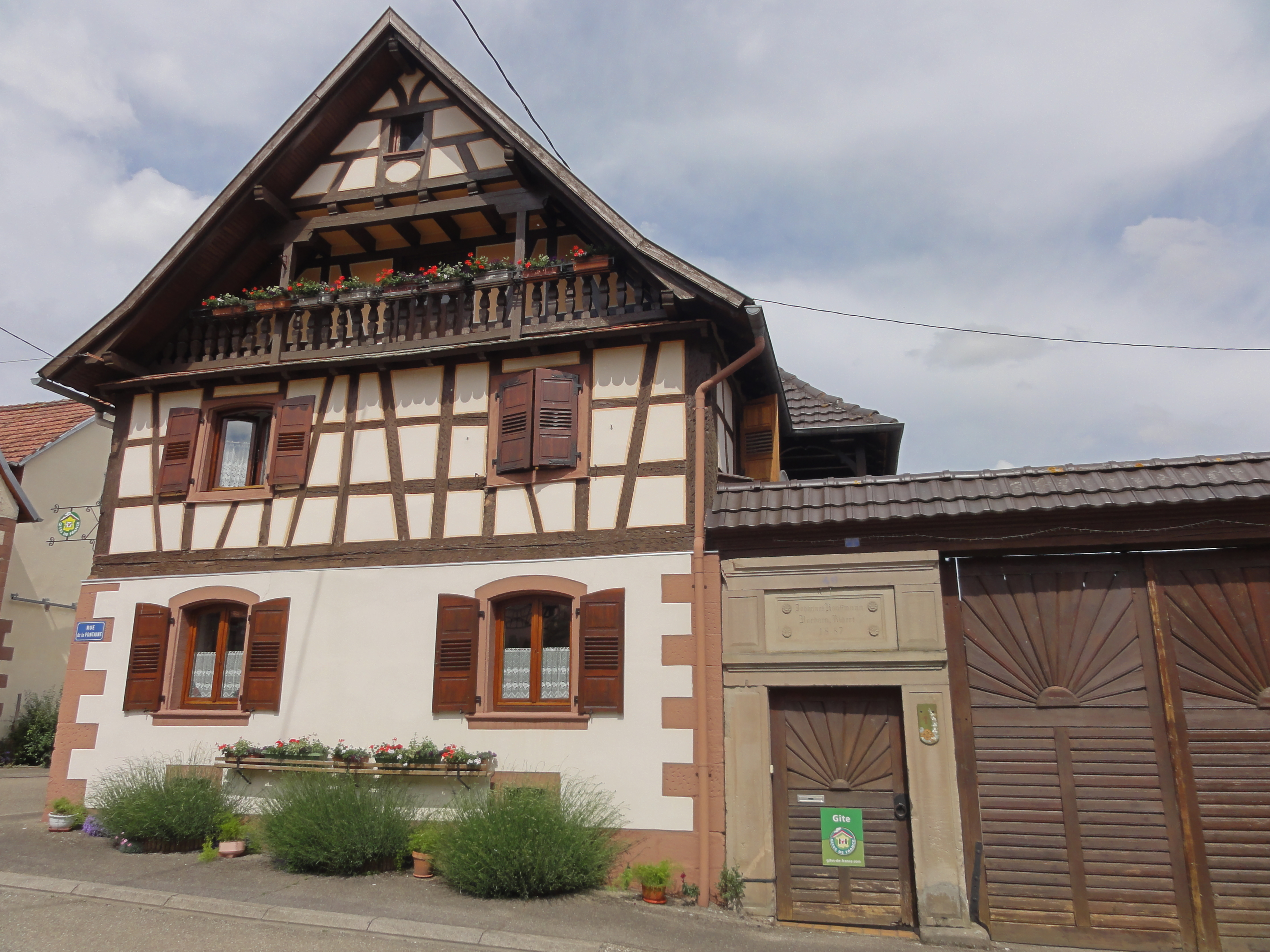
Старое здание